# Coprinellus velatopruinatus
Coprinellus velatopruinatus är en svampart som först beskrevs av Bender, och fick sitt nu gällande namn av Redhead, Vilgalys & Moncalvo 2001. Coprinellus velatopruinatus ingår i släktet Coprinellus och familjen Psathyrellaceae.  Artens status i Sverige är: Ej påträffad. Inga underarter finns listade i Catalogue of Life.